# Endgame (serie de televisión)
Endgame (estilizado como ENDGAMƎ) fue una serie de televisión dramática canadiense que se estrenó en el canal Showcase el lunes 14 de marzo de 2011. La serie fue desarrollada y producida por Thunderbird Films. La serie siguió al excampeón mundial de ajedrez ficticio Arkady Balagan (Shawn Doyle), un genio que usa sus habilidades analíticas para resolver crímenes.
El programa comienza cuatro meses después de la muerte de la prometida de Balagan, Rosemary, cuando Balagan ha desarrollado agorafobia. Balagan usa las facultades que perfeccionó jugando al ajedrez para ayudar a resolver casos.

## Sinopsis
Después de presenciar el asesinato de su novia, Arkadi Balagan (Shawn Doyle), excampeón mundial de ajedrez, padece un caso severo de agorafobia. Incapaz de salir de su hotel y sin dinero, el arrogante y carismático ajedrecista ruso se convierte en detective valiéndose de su impecable capacidad de análisis para resolver crímenes desconcertantes.

## Reparto
- Shawn Doyle como Arkady Balagan, un excampeón mundial de ajedrez de Rusia. Mientras asistía a un campeonato mundial en Vancouver, su prometida, Rosemary, muere a manos de un asesino frente al hotel Huxley. Su agorafobia resultante lo convierte en un "detective de sillón" como Nero Wolfe o Lincoln Rhyme . Inicialmente, gana dinero cobrando tarifas exorbitantes por juegos contra el "Gran Maestro Arkady Balagan" en su sitio web.
- Torrance Coombs como Sam Besht, estudiante de posgrado y fanático del ajedrez. Es el aprendiz de Balagan; debido a la fobia de Balagan, Sam es quien hace el trabajo de piernas para resolver los casos. Sam es un niño inteligente con un futuro prometedor; Balagan le paga a Sam por su trabajo de campo al darle más oportunidades de jugar al ajedrez con Balagan.
- Patrick Gallagher como Hugo, el jefe de seguridad del hotel. Él y Balagan tienen sus desacuerdos; Hugo envidia las capacidades superiores de Balagan para resolver crímenes como un simple jugador de ajedrez, mientras que él, como exdetective, muestra una menor aptitud para la deducción. Hugo amenaza constantemente a Balagan por su incapacidad para pagar sus facturas y quiere que se vaya. Balagan engaña y engaña a Hugo para que lo ayude o se mantenga fuera de su camino.
- Katharine Isabelle como Danni, camarera del hotel. Danni sirve como fuente de información.
- Melanie Papalia como Pippa, hermana menor de Rosemary, la prometida fallecida de Balagan. Está decidida a descubrir quién mató a Rosemary. Hace documentales y mantiene un blog de videos.
- Carmen Aguirre como Alcina, una señora de la limpieza del Hotel Huxley. Es madre soltera de seis hijos, con un nieto, que trabaja horas extras, prácticamente todos los días. A veces se salta el tiempo de trabajo para hacer un trabajo de campo con Sam, como un favor al Sr. Balagan, quien le da una generosa propina.
- Veena Sood como Barbara Stilwell, la directora del hotel. Barbara no ayuda con los casos a Balagan.
- Collin Lawrence como Jason Evans, el detective más nuevo asignado por la policía para investigar el asesinato de la hermana mayor de Pippa, Rosemary. Pippa confía en el detective y en que su nueva perspectiva del caso le permitirá resolver el misterio de quién asesinó a Rosemary. Balagan, en marcado contraste, tiene mucha menos fe en la policía, basándose en sus experiencias en la Unión Soviética con supuesta corrupción e incompetencia.

## Temporadas
| Temporada | Temporada | Episodios | Episodios | Emisión original    | Emisión original    |
| Temporada | Temporada | Episodios | Episodios | Primera emisión     | Última emisión      |
| --------- | --------- | --------- | --------- | ------------------- | ------------------- |
|           | 1         | 13        | 13        | 14 de marzo de 2011 | 13 de junio de 2011 |

## Episodios
| N.º | Título                      | Dirigido por   | Escrito por                        | Fecha de emisión original | Audiencia (millones) |
| --- | --------------------------- | -------------- | ---------------------------------- | ------------------------- | -------------------- |
| 1 | «Opening Moves»             | David Frazee   | Avrum Jacobson                     | 14 de marzo de 2011       | 0,232                |
| El primer caso de Balagan se inicia cuando Danni le suplica que encuentre a un niño desaparecido y, en una carrera contrarreloj, pide ayuda a Sam y Alcina. |                             |                |                                    |                           |                      |
| 2 | «Turkish Hold'em»           | David Frazee   | Avrum Jacobson                     | 21 de marzo de 2011       | 0,154                |
| Un hábil robo durante una partida de póquer de alto riesgo obliga a Hugo a pedir ayuda a Balagan, lo que lleva al maestro de ajedrez a crear su propio plan complejo para atrapar al culpable.                                                                                |                             |                |                                    |                           |                      |
| 3 | «The Caffeine Hit»          | Anne Wheeler   | Jeremy Boxen                       | 28 de marzo de 2011       | 0,106                |
| Contratado por un amnésico desesperado, Balagan comienza a desentrañar la complicada identidad del hombre mientras pelea con Pippa por la investigación del asesinato de su prometida.                                                                                        |                             |                |                                    |                           |                      |
| 4 | «The Other Side of Summer»  | Anne Wheeler   | Sarah Dodd                         | 4 de abril de 2011        | 0,179                |
| Para ayudar a su antiguo mentor en la fuerza policial, Hugo se ve obligado a pedirle ayuda a Balagan para resolver un viejo y desconcertante caso sin resolver sobre una adolescente desaparecida.                                                                            |                             |                |                                    |                           |                      |
| 5 | «I Killed Her»              | James Head     | Avrum Jacobson                     | 11 de abril de 2011       | -                    |
| Un médico misterioso le dice a Balagan que es responsable del asesinato de una mujer encontrada en la piscina del hotel durante una conferencia psiquiátrica, lo que lleva a Balagan a un juego complejo y peligroso que revela la verdad sobre un asesinato.                 |                             |                |                                    |                           |                      |
| 6 | «Fearful Symmetry»          | David Frazee   | Steve Cochrane                     | 18 de abril de 2011       | 0,075                |
| Alistado por una familia aterrorizada para ayudar a resolver el inexplicable bombardeo de su automóvil, que deja a su hijo demasiado aterrorizado para salir de la casa, Balagan se desvía por una partida inesperada con un campeón mundial de ajedrez de 16 años.           |                             |                |                                    |                           |                      |
| 7 | «Gorillas in Our Midst»     | Rachel Talalay | Katherine Collins y Avrum Jacobson | 25 de abril de 2011       | 0,128                |
| Enamorado de una hermosa criptóloga china, Sam convence a Balagan para que intente resolver un intrincado rompecabezas que involucra un secreto vital y una atractiva y conspiradora periodista.                                                                              |                             |                |                                    |                           |                      |
| 8 | «The White Queen»           | Charles Binamé | Jeremy Boxen                       | 2 de mayo de 2011         | 0,103                |
| Cuando la imperiosa heredera del imperio del hotel Huxley desciende para una inspección, obliga a Balagan a ayudarla a encontrar a su hijo, que ha desaparecido misteriosamente.                                                                                              |                             |                |                                    |                           |                      |
| 9 | «Huxley, We Have a Problem» | Anne Wheeler   | Graeme Manson                      | 9 de mayo de 2011         | 0,122                |
| Una bulliciosa reunión entre Balagan y su compañero de toda la vida, un cosmonauta ruso, se interrumpe cuando un ingeniero aeroespacial se precipita hacia su muerte y el amigo de Balagan es acusado del asesinato, dejando a Balagan cuestionando la inocencia de su amigo. |                             |                |                                    |                           |                      |
| 10 | «Bless This Union»          | David Frazee   | Kate Miles Melville                | 16 de mayo de 2011        | 0,094                |
| Cuando roban la caja fuerte del hotel durante una extravagante boda india, la pareja angustiada le pide a Balagan que la ayude a recuperar sus regalos robados, pero ¿es un trabajo interno o un trabajo de profesionales?                                                    |                             |                |                                    |                           |                      |
| 11 | «Mr. Black»                 | David Frazee   | Jeremy Boxen                       | 30 de mayo de 2011        | -                    |
| Balagan se ve obligado a comparar sus habilidades con el ajedrez contra una computadora cuando su oponente anónimo en línea revela que está jugando por apuestas letalmente altas: la vida de un grupo de rehenes inocentes.                                                  |                             |                |                                    |                           |                      |
| 12 | «Polar Opposites»           | Kari Skogland  | Katherine Collins                  | 6 de junio de 2011        | -                    |
| Una estrella de rock autorizada contrata a Balagan para que le roben 200.000 dólares, un misterio que también involucra a las coloridas groupies, un oso polar desaparecido y la abuela secuestrada del marido separado de Danni.                                             |                             |                |                                    |                           |                      |
| 13 | «Deadman Talking»           | David Frazee   | Avrum Jacobson                     | 13 de junio de 2011       | -                    |
| Después de que Balagan investiga la muerte repentina de un guardia de seguridad del hotel, se ve obligado a enfrentar su peor pesadilla. Termina en suspenso. |                             |                |                                    |                           |                      |

## Distribución
La serie está disponible a través de los servicios de transmisión Amazon Video y Hulu. También está disponible en la sección gratuita con anuncios de Vudu.

## Cancelación
A principios de junio de 2011, Showcase anunció que no renovaría Endgame para una segunda temporada. En febrero de 2012, se informó que Shawn Doyle había sido contratado para un posible regreso de la serie, a la espera del éxito continuo de su estreno en Hulu. En junio de 2012, se anunció que el programa no continuaría.